# Laguna del Gosque
La laguna del Gosque es una pequeña laguna situada unos 2 km al noreste de Martín de la Jara (Sevilla, España)
El 28 de julio de 1989 la Junta de Andalucía la declaró como reserva natural con un núcleo de reserva de 35 Ha y 441 Ha de área protegida total.

## Características
Se trata de una laguna endorreica salobre temporal, que suele estar seca durante el verano y parte del otoño. La vegetación del entorno es halófila, con carrizo, juncos, tarajes y salicornias, aunque solo se mantiene en las orillas, ya que el entorno está muy deteriorado por el uso agrícola.
Esta laguna está relativamente cerca de la laguna de Fuente de Piedra, por lo que es habitual la presencia de flamencos y ánades.